# Laurentius Beyerlinck
Laurentius Beyerlinck (* April 1578 in Antwerpen; † 22. Juni 1627 ebenda) war ein katholischer Priester und Theologe.

## Leben
Als Sohn eines Apothekers bereitete er sich in Leuven auf denselben Beruf vor. Als er sich entschied, in das Priestertum einzutreten, wurde er im Juni 1602 zum Priester geweiht. Als Theologiestudent unterrichtete er Lyrik und Rhetorik am Kolleg von Vaulx-en-Velin und war als Pastor von Herent Professor der Philosophie in einem nahe gelegenen Seminar der Regularkanoniker.
1605 kam er an das kirchliche Seminar von Antwerpen, unterrichtete Philosophie und Theologie und wurde später Superior. 1608 war er Kanoniker, Zensor und Theologe der Kirche von Antwerpen; 1614 wurde er Protonotar gemacht. Beyerlinck war Priester, Rhetoriker, Redner und Administrator und beschäftigte sich ständig mit Predigen und Schreiben.

## Werke

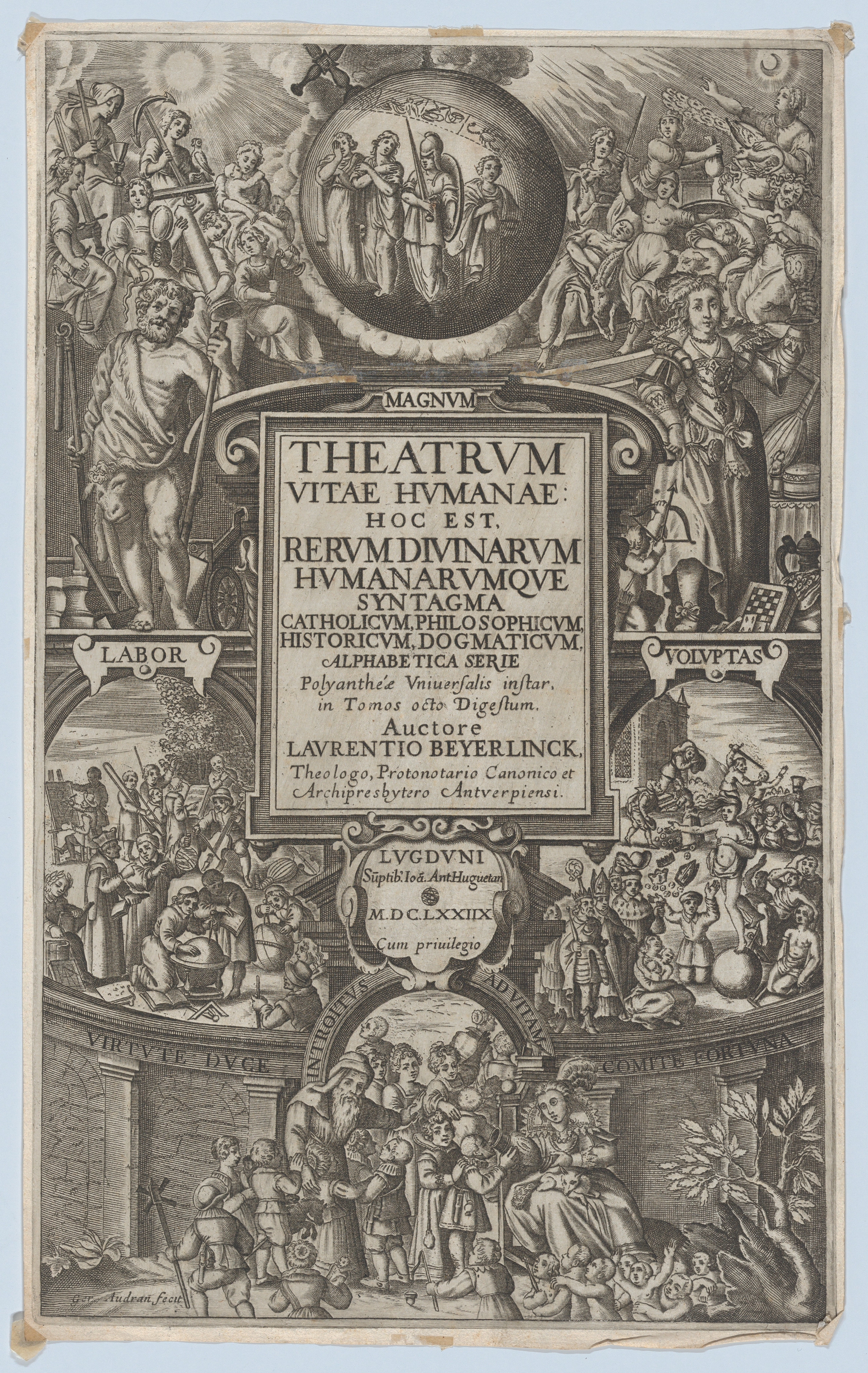
Theatrum Vitae Humanae, Lyon 1678

- Magnum Theatrum Vitae Humanae, Band. 1 (A–B), 1665, Google Books.
- Magnum Theatrum Vitae Humanae, Band. 1 (A–B), 1707, Google Books.
- Magnum Theatrum Vitae Humanae, Band. 2 (C–D), 1631, Google Books.
- Magnum Theatrum Vitae Humanae, Band. 2 (C–D), 1656, Google Books.
- Magnum Theatrum Vitae Humanae, Band. 3 (E–G), 1678, Google Books.
- Magnum Theatrum Vitae Humanae, Band. 5 (M–O), 1665, Google Books.
- Magnum Theatrum Vitae Humanae, Band. 6 (P–R), 1707, Google Books.
- Magnum Theatrum Vitae Humanae, Band. 7 (S–Z), 1707 Google Books.
- Magnum Theatrum Vitae Humanae, Band. 8 (Index), 1631, Google Books.
- Magnum Theatrum Vitae Humanae, Band. 8 (Index), 1665, Google Books.
- Magnum Theatrum Vitae Humanae, Band. 8 (Index), 1707, Google Books.

| Personendaten    | Personendaten                      |
| ---------------- | ---------------------------------- |
| NAME             | Beyerlinck, Laurentius             |
| KURZBESCHREIBUNG | katholischer Priester und Theologe |
| GEBURTSDATUM     | April 1578                         |
| GEBURTSORT       | Antwerpen                          |
| STERBEDATUM      | 22. Juni 1627                      |
| STERBEORT        | Antwerpen                          |